# Pio Ferraris
Pio Giulio Alfredo Ferraris (ur. 19 maja 1899 w Turynie; zm. 5 lutego 1957 w Turynie) – włoski piłkarz, grający na pozycji napastnika.

## Kariera piłkarska

### Kariera klubowa
W 1919 rozpoczął karierę piłkarską w Juventusie. Latem 1923 przeniósł się do Casale.  Od 1924 do 1926 bronił barw klubu Bentegodi Verona. W 1926 wrócił do Juventusu. W 1927 został piłkarzem Savony, w którym zakończył karierę piłkarza w roku 1929.

### Kariera reprezentacyjna
29 sierpnia 1920 debiutował w narodowej reprezentacji Włoch w meczu przeciwko Francji. Łącznie rozegrał 4 gry i strzelił 1 gola.

## Sukcesy i odznaczenia

### Sukcesy klubowe
Juventus
- brązowy medalista Mistrzostw Włoch: 1926/27